# Francesco Silvestri (drammaturgo)
Francesco Silvestri (Napoli, 16 aprile 1958 – Pozzuoli, 24 dicembre 2022) è stato un drammaturgo, attore teatrale e regista teatrale italiano.

## Biografia
Formatosi al di fuori dei circuiti accademici di teatro, Silvestri intraprese la carriera teatrale sin da adolescente, producendosi in carceri e in istituti per diversamente abili come animatore.
Nel 1980 conobbe Annibale Ruccello, con il quale intraprese una proficua collaborazione: nacque così lo spettacolo Le cinque rose di Jennifer, testo da cui nel 1989 verrà tratto un film con Silvestri nel ruolo di protagonista.
Nel 1989 gli venne riconosciuto, da parte dell'Istituto del Dramma Italiano (Idi) e dall'Ente Teatrale Italiano un premio come miglior autore under 35 per Saro e la rosa, da lui diretto ed interpretato. Nel 1990 un nuovo premio dell'Idi gli fu consegnato per Angeli all'inferno e nel 1991 una Segnalazione speciale, sempre per conto dell'Idi, lo portò ad allestire il suo Streghe da marciapiede, nel 1999 riceve il Premio Hystrio per la Drammaturgia.
Numerosi i testi teatrali di cui fu autore (di molti curò anche la regia). Pubblicò Mio capitano per i tipi della Grin Editori, il volumetto antologico di atti unici Storiacce (Il topolino Crick, Mon enfant, In nome del figlio, Il bambino palloncino e altri) per la E&A.
Nell'aprile del 2000, la Gremese diede alle stampe il suo volume Teatro - Una rosa, due anime, tre angeli, quattro streghe con quattro tra le sue opere più affermate: Saro e la rosa, Angeli all'inferno, Streghe da marciapiede e Fratellini (Premio Umbria Teatro 1999).
Sempre nel 2000 la Dante&Descartes Edizioni pubblicò il suo Tre pezzi d'odio. Altri testi sono presenti sulle riviste Sipario, Ridotto e Hystrio. 
Le sue favole per bambini sono state pubblicate, invece, dall'Unicef mentre tre dei suoi testi teatrali per ragazzi (La guerra di Martìn, Ali e Victòr, storia di un ragazzo selvaggio) sono contenuti nel volume Questo legno è ancora vivo! della EdiARGO.
Tenne per un anno la Cattedra di Scrittura drammaturgica presso la Scuola Holden di Torino, diretta da Alessandro Baricco, per conto della quale effettuò anche due master di specializzazione.
In qualità di attore ha lavorato con Annibale Ruccello, Enzo Moscato, Armando Pugliese, Carlo Cerciello, Toni Servillo e molti altri.
Nel 2003 fu la sua prova d'attore ad essere premiata, con l'assegnazione del Premio Ubu come miglior attore non protagonista per Sabato, domenica e lunedì di Eduardo De Filippo per la regia di Toni Servillo.
Nel 2011 fondò a Modica l'accademia teatrale Clarence, dove egli stesso insegnò recitazione.
Nel 2013, Vincenzo Albano dedicò alla sua produzione teatrale un volume monografico intitolato “E poi sono morto. La drammaturgia non postuma di Francesco Silvestri”, a cura del Centro Studi sul teatro napoletano, meridionale ed europeo coordinato dalla professoressa Antonia Lezza.
Nel 2021 scrisse a quattro mani con Marco Andreoli il saggio Lezioni di scrittura teatrale. Scrivere un testo per la messa in scena.
Muore il 24 dicembre 2022 all'età di 64 anni.

## Premi e riconoscimenti
- Premio Ubu
  - 2002/2003 - Migliore attore non protagonista per Sabato, domenica e lunedì di Eduardo De Filippo